# Drosophila adamsi
Drosophila adamsi este o specie de muște din genul Drosophila, familia Drosophilidae, descrisă de Wheeler în anul 1959. Conform Catalogue of Life specia Drosophila adamsi nu are subspecii cunoscute.